# Horodjiv, Jovkva
Horodjiv (în ucraineană Городжів) este un sat în comuna Lavrîkiv din raionul Jovkva, regiunea Liov, Ucraina.

## Demografie
Componența lingvistică a localității Horodjiv
     Ucraineană (99,91%)
     Alte limbi (0,09%)
Conform recensământului din 2001, majoritatea populației localității Horodjiv era vorbitoare de ucraineană (99,91%), existând în minoritate și vorbitori de alte limbi.